# Karol X Gustaw

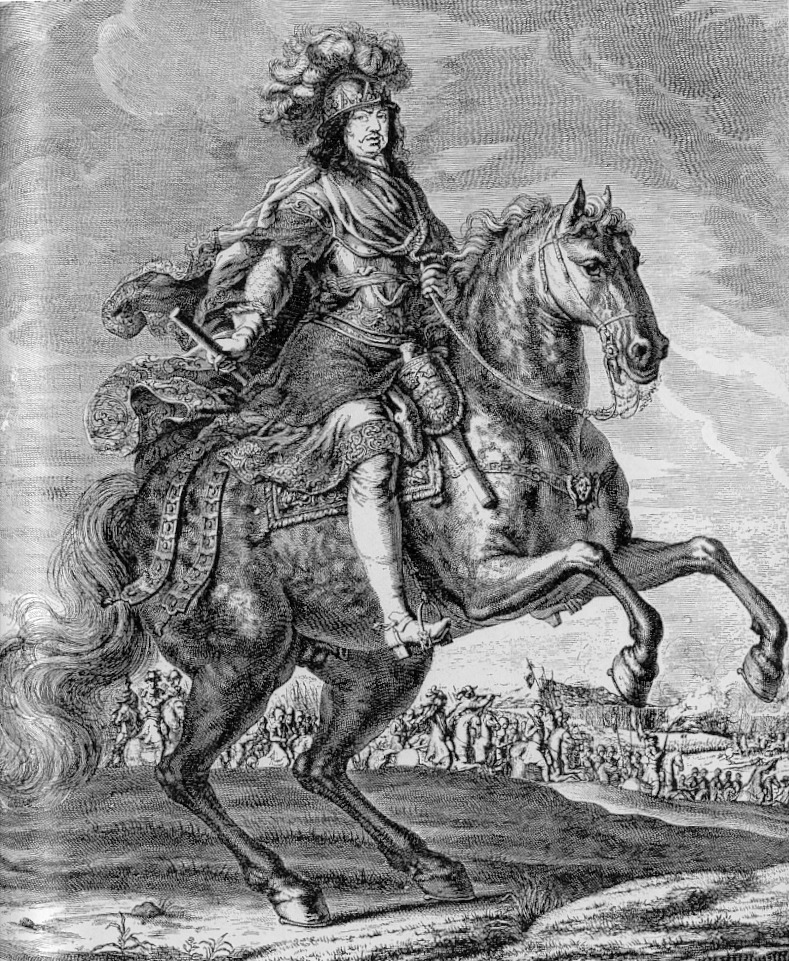
Karol X – obraz namalowany przez Davida Klöcker Ehrenstrahla

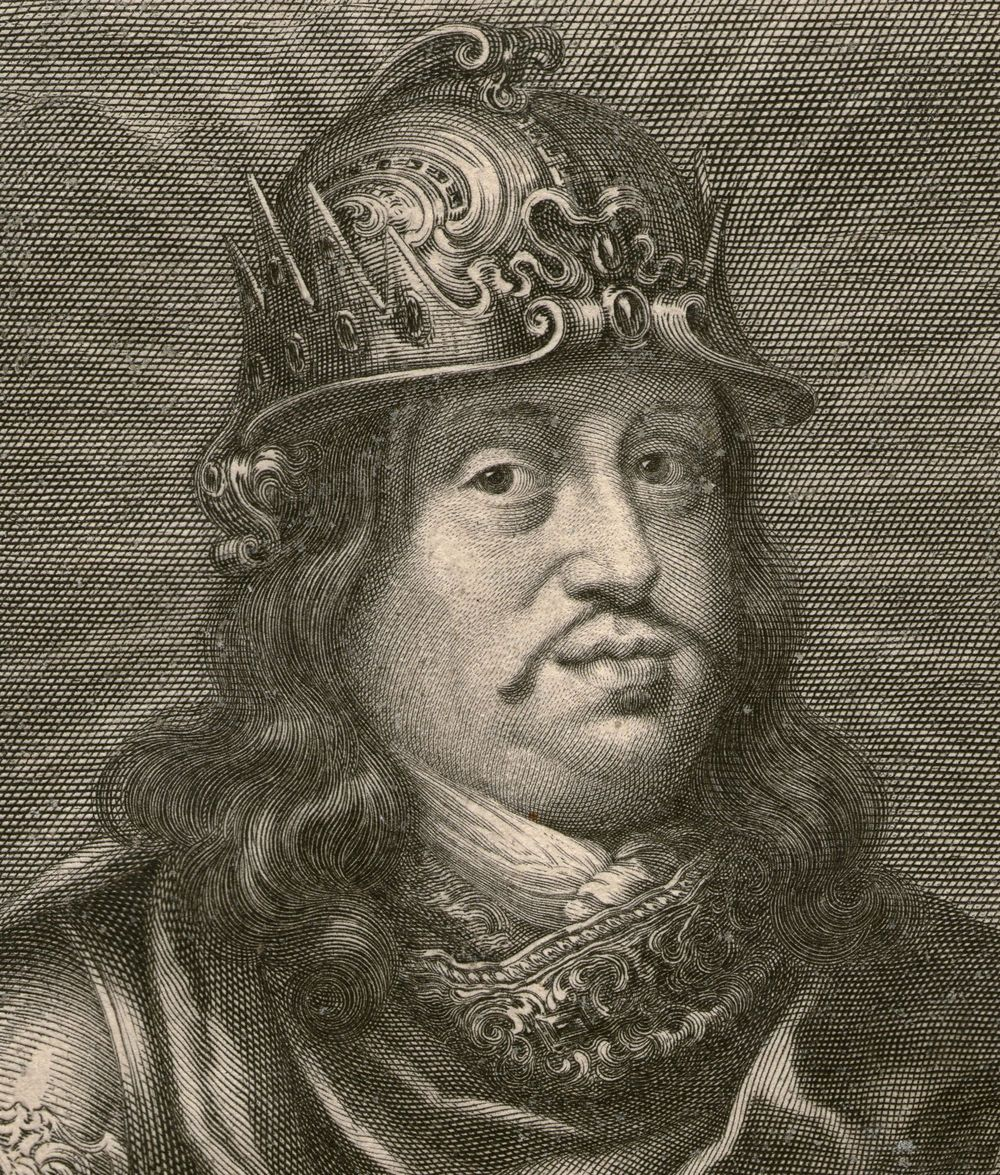
Portret Karola X Gustawa z dzieła Samuela Pufendorfa: De rebus a Carolo Gustavo Sveciae Rege gestis Commentariorum Libri septem..., Nürnberg 1696.

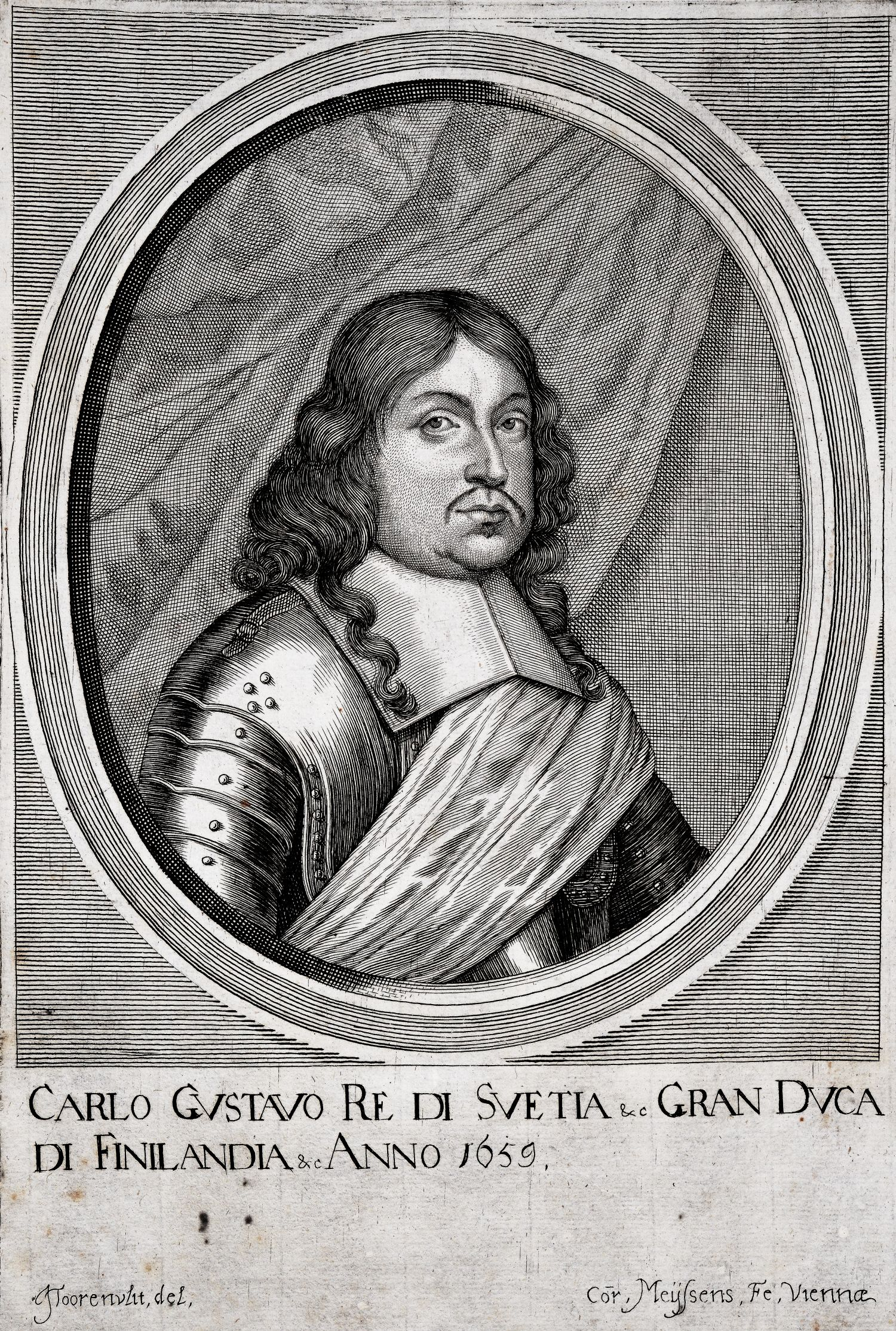
Karol X Gustaw według miedziorytu Cornelisa Meyssensa z 1670 rytowanego na podstawie portretu Jacoba Toorenvlieta z 1659

Karol X Gustaw Wittelsbach (ur. 8 listopada 1622 w Nyköpingu, zm. 13 lutego 1660 w Göteborgu) – król Szwecji w latach 1654–1660, książę Zweibrücken-Kleeburga.
Jego krótki czas panowania jako króla Szwecji był naznaczony licznymi wojnami. Większość swojego panowania spędził jako dowódca armii szwedzkiej w Polsce, Niemczech i Danii. Jego armia odniosła ogromne sukcesy, a marsz przez Bełty doprowadził go do pokoju w Roskilde, który jest jednym z największych osiągnięć wojennych Szwecji.

## Życiorys

### Rodzina i pierwsze lata życia
Karol X Gustav urodził się 8 listopada 1622 r. w zamku Nyköping jako syn niemieckiego hrabiego Palatynatu Jana Kazimierza Wittelsbacha i księżnej Szwecji Katarzyny Wazówny, starszej siostry Gustawa II Adolfa. W trakcie wojny trzydziestoletniej rodzice Karola Gustawa schronili się w Szwecji i nigdy nie wrócili do Rzeszy. Karol Gustaw dorastał więc w Szwecji, a jego wychowaniem zajmował się m.in. kanclerz Axel Oxenstierna. Jako syn niemieckiego księcia również dorastał wśród niemieckich tradycji i przyjął niemiecki jako swój drugi język ojczysty. Miał także silne osobiste interesy w Świętym Cesarstwie Rzymskim, nie tylko ze względu na roszczenia spadkowe w księstwie należącym do jego rodziny. Po śmierci Gustawa II Adolfa w 1632 r. w bitwie pod Lützen, osoby zajmujące się opieką nad jego córką i następczynią tronu Krystyny, przestały ufać Janowi Kazimierzowi. Przez to położenie młodego hrabiego Palatynatu stało się niejasne.
Po nauczaniu domowym Karol Gustaw spędził kilka miesięcy na Uniwersytecie w Uppsali, a w 1638 r. odbył zagraniczną podróż, która trwała do jesieni 1640. Większość tych lat spędził we Francji, głównie na dworze Ludwika XIII w Paryżu.

### Panowanie
Został naczelnym wodzem armii szwedzkiej w końcowej fazie wojny trzydziestoletniej. W 1648 wspólnie z Arvidem Wittenbergiem przeprowadził wielotygodniowy, choć nieskuteczny, atak na Pragę, który znacznie przyśpieszył zawarcie pokoju westfalskiego. Po zakończonej wojnie został generalissimusem i pozostał naczelnym wodzem armii szwedzkiej. W 1649 z inicjatywy szlachty szwedzkiej i królowej Krystyny ogłoszony został następcą tronu i dziedzicznym księciem Szwecji. Na tron wstąpił w 1654, po abdykacji Krystyny, która przeszła na katolicyzm.
Był zwolennikiem silnej władzy królewskiej. Kontynuował politykę Gustawa II Adolfa, dążył do przejęcia kontroli nad Morzem Bałtyckim, chciał objąć władzę nad terenami Polski i Danii.

### Potop szwedzki
Ówczesny król Polski, Jan II Kazimierz Waza uznawany był w Rzeczypospolitej za sympatyka Austrii i jezuitów. Część polskiej arystokracji, będącej w opozycji wobec Jana Kazimierza, zaproponowała koronę Karolowi X Gustawowi. Roszczenia te stały się impulsem do rozpoczęcia przez Szwecję II wojny północnej, której przebieg na ziemiach polskich znany jest jako potop szwedzki. Część szlachty polskiej i litewskiej w wyniku układów w Ujściu i Kiejdanach uznała go królem polskim i suwerenem Litwy.
Samowola wojsk szwedzkich, nieposłuszeństwo i brak szacunku dla Kościoła sprawiły, że przeciw Karolowi zawiązała się partyzantka organizowana przez konfederatów z Tyszowiec. Potęga Karola X wspieranego przez część magnaterii polskiej zaniepokoiła sąsiadów Szwecji i doprowadziła do stworzenia silnej koalicji antyszwedzkiej (Dania, Rosja, opozycja polska, cesarz, Holandia, Brandenburgia), która wygrała wojnę.
W wyniku potopu Jan Kazimierz zrzekł się roszczeń do tronu szwedzkiego, a Rzeczpospolita pretensji do posiadłości szwedzkich w Inflantach. Polska straciła również Prusy Książęce. Szwecja odniosła znaczne korzyści materialne w wyniku grabieży polskiego mienia. W wyniku działań wojennych śmierć poniosła znaczna część polskiej ludności, procentowo o wiele większa niż w wyniku II wojny światowej. Potop szwedzki osłabił Polskę demograficznie, gospodarczo, militarnie oraz politycznie. Od tego czasu zaczął się katastrofalny w skutkach proces upadku Rzeczypospolitej, zakończony ponad sto lat później rozbiorami.

### Atak na Danię
Po opuszczeniu Polski Karol X Gustaw zaatakował od południa Danię przechodząc z armią po zamarzniętym morzu (marsz przez Bełty). Wojna zakończyła się zawarciem pokoju w Roskilde, w wyniku którego Dania zrzekła się trzeciej części terytorium na rzecz Szwecji, m.in. regionów Skania, Halland (kraina) i Blekinge (kraina) i utraciła kontrolę nad głównym wyjściem z Morza Bałtyckiego na Morze Północne oraz dochody z ceł pobieranych od przepływających cieśniną statków. Korona szwedzka zagrabiła Bornholm i norweskie prowincje będące duńskim lennem (okręg Trondheim). W 1658 roku Karol X Gustaw ponownie zaatakował Danię. Negocjacje pokojowe między Szwecją a koalicją nastąpiły dopiero po nagłej śmierci Karola X Gustawa w 1660. Na mocy zawartego pokoju Bornholm i norweskie lenna wróciły pod panowanie korony duńskiej.

## Zasięg terytorialny Szwecji pod panowaniem Karola X
Za panowania Karola Szwecja osiągnęła największy zasięg terytorialny, obejmując takie państwa i obszary jak: Finlandia, Estonia, północna Łotwa, płn. Brema, Pomorze Przednie, Skania, Blekinge, Halland, Bornholm i Trondheim w Norwegii, Karelia oraz Ingrię (Ingermanland, obecnie okolice Petersburga). W czasie panowania Karola dodatkowo pod okupacją szwedzką znalazły się: zachodnia część Korony Królestwa Polskiego i zachodnia część Wielkiego Księstwa Litewskiego.

## Genealogia
| Prapradziadkowie                                     | Ludwik II Wittelsbach (1502–1532) ∞1525 Elżbieta Heska (1503–1553)          | Filip Heski (1504–1567) ∞1523 Krystyna Wettyn (1505–1549)                   | Jan Jülich-Kleve-Berg (1490–1539) ∞1510 Maria Jülich-Berg (1491–1543)       | cesarz Ferdynand I Habsburg (1503–1564) ∞1521 Anna Jagiellonka (1503–1547)  | Erik Johansson (1470–1520) ∞ Cecilia Månsdotter (1470–1523)                      | Erik Leijonhufvud ∞ Ebba Eriksdotter Vasa                                        | elektor Fryderyk III Wittelsbach (1515–1576) 1537 Maria Hohenzollern (1519–1567) | Filip Heski (1504–1567) ∞1523 Krystyna Wettyn (1505–1549)                       |
| Pradziadkowie                                        | Wolfgang Wittelsbach (1526–1569) ∞1545 Anna Heska (1504–1567)               | Wolfgang Wittelsbach (1526–1569) ∞1545 Anna Heska (1504–1567)               | Wilhelm IV Jülich-Klewe-Berg (1516–1592) ∞1546 Maria Habsburg (1531–1581)   | Wilhelm IV Jülich-Klewe-Berg (1516–1592) ∞1546 Maria Habsburg (1531–1581)   | król Szwecji Gustaw I Waza (1496–1560) ∞1536 Małgorzata Leijonhufvud (1514–1551) | król Szwecji Gustaw I Waza (1496–1560) ∞1536 Małgorzata Leijonhufvud (1514–1551) | elektor Ludwik VI Wittelsbach (1539–1583) ∞1560 Elżbieta Heska (1539–1582)       | elektor Ludwik VI Wittelsbach (1539–1583) ∞1560 Elżbieta Heska (1539–1582)      |
| Dziadkowie                                           | Jan I Wittelsbach (1550–1604) ∞1579 Magdalena Jülich-Klewe-Berg (1553–1633) | Jan I Wittelsbach (1550–1604) ∞1579 Magdalena Jülich-Klewe-Berg (1553–1633) | Jan I Wittelsbach (1550–1604) ∞1579 Magdalena Jülich-Klewe-Berg (1553–1633) | Jan I Wittelsbach (1550–1604) ∞1579 Magdalena Jülich-Klewe-Berg (1553–1633) | król Szwecji Karol IX Waza (1550–1611) ∞1579 Anna Maria Wittelsbach (1561–1589)  | król Szwecji Karol IX Waza (1550–1611) ∞1579 Anna Maria Wittelsbach (1561–1589)  | król Szwecji Karol IX Waza (1550–1611) ∞1579 Anna Maria Wittelsbach (1561–1589)  | król Szwecji Karol IX Waza (1550–1611) ∞1579 Anna Maria Wittelsbach (1561–1589) |
| Rodzice                                              | Jan Kazimierz Wittelsbach (1589–1652) ∞1615 Katarzyna Wazówna (1584–1638)   | Jan Kazimierz Wittelsbach (1589–1652) ∞1615 Katarzyna Wazówna (1584–1638)   | Jan Kazimierz Wittelsbach (1589–1652) ∞1615 Katarzyna Wazówna (1584–1638)   | Jan Kazimierz Wittelsbach (1589–1652) ∞1615 Katarzyna Wazówna (1584–1638)   | Jan Kazimierz Wittelsbach (1589–1652) ∞1615 Katarzyna Wazówna (1584–1638)        | Jan Kazimierz Wittelsbach (1589–1652) ∞1615 Katarzyna Wazówna (1584–1638)        | Jan Kazimierz Wittelsbach (1589–1652) ∞1615 Katarzyna Wazówna (1584–1638)        | Jan Kazimierz Wittelsbach (1589–1652) ∞1615 Katarzyna Wazówna (1584–1638)       |
| Karol X Gustaw Wittelsbach (1622–1660), król Szwecji |                                                                             |                                                                             |                                                                             |                                                                             |                                                                                  |                                                                                  |                                                                                  |                                                                                 |